# Jehona Kicaj
Jehona Kicaj (* 1991 in Suva Reka, SAP Kosovo, Jugoslawien) ist eine deutsche Schriftstellerin, Verlagslektorin und Verlegerin.

## Leben
Kicaj wuchs in Göttingen auf und studierte in Hannover Philosophie, Germanistik und Neuere Deutsche Literaturwissenschaft. Nach einem Abschluss an der Leibniz Universität Hannover war sie zunächst als Dozentin für Literaturwissenschaft tätig. Später arbeitete sie als Lektorin bei Brill Deutschland.
Gemeinsam mit Carl Philipp Roth gründete Kicaj in Hannover den unabhängigen re:sonar Verlag. Sie ist zudem Mitherausgeberin der literarischen Zeitschrift Echo & Narziss.

## Wirken
Ihr Roman ë erschien 2025 im Wallstein Verlag. Das Buch thematisiert Sprachlosigkeit, Erinnerung und die Nachwirkungen des Kosovokriegs auf Familien, die durch Gewalt und Vertreibung geprägt wurden.
Für ë erhielt Kicaj 2025 den Literaturpreis HANNA der Landeshauptstadt Hannover. Zudem wurde der Roman im August 2025 in die Longlist des Deutschen Buchpreises aufgenommen.
Neben ihrer Tätigkeit als Autorin arbeitet Kicaj als Lektorin und Verlegerin und kuratiert literarische Projekte, etwa im Rahmen des re:sonar Verlags. Sie tritt zudem bei Lesungen und Gesprächsformaten auf.